# Адміністративний устрій Очаківського району
Адміністративний устрій Очаківського району — адміністративно-територіальний поділ Очаківського району Миколаївської області на 11 сільських рад, які об'єднують 30 населених пунктів та підпорядковані Очаківській районній раді. Адміністративний центр — місто Очаків, що є містом обласного значення і до складу району не входить.

## Список радОчаківського району
| 1  | Дмитрівська сільська рада    | с. Дмитрівка  | с. Дмитрівка                                                                       | 1,12 |  | 1193 |  |  |  |  |
| 2  | Іванівська сільська рада     | с. Іванівка   | с. Іванівка с. Яселка                                                              |      |  |      |  |  |  |  |
| 3  | Кам'янська сільська рада     | с. Кам'янка   | с. Кам'янка с. Баланове с. Володимирівка с. Жовтень с. Лиманне с. Нове с. Шевченко |      |  |      |  |  |  |  |
| 4  | Козирська сільська рада      | c. Козирка    | c. Козирка с. Михайлівка                                                           |      |  |      |  |  |  |  |
| 5  | Куцурубська сільська рада    | c. Куцуруб    | c. Куцуруб                                                                         | 3,5  |  | 2136 |  |  |  |  |
| 6  | Острівська сільська рада     | c. Острівка   | c. Острівка с. Матросівка с. Червоне Парутине                                      |      |  |      |  |  |  |  |
| 7  | Парутинська сільська рада    | c. Парутине   | c. Парутине с. Каталине с. Прибузьке                                               |      |  |      |  |  |  |  |
| 8  | Покровська сільська рада     | c. Покровка   | c. Покровка с. Василівка с. Покровське                                             |      |  |      |  |  |  |  |
| 9  | Рівненська сільська рада     | c. Рівне      | c. Рівне с. Березань с. Благодатне с. Їжицьке с. Осетрівка                         |      |  |      |  |  |  |  |
| 10 | Солончаківська сільська рада | c. Солончаки  | c. Солончаки с. Дніпровське                                                        |      |  |      |  |  |  |  |
| 11 | Чорноморська сільська рада   | c. Чорноморка | c. Чорноморка                                                                      | 5,5  |  | 2564 |  |  |  |  |

* Примітки: м. — місто, с-ще — селище, смт — селище міського типу, с. — село